# Trirachodon
Trirachodon és un gènere extint de sinàpsids que visqueren durant el Triàsic en allò que avui en dia és el sud d'Àfrica. Se n'han trobat restes fòssils a Namíbia, Sud-àfrica i Zàmbia. Eren cinodonts força petits que no passaven de 50 cm de llargada. Tenien el musell curt i estret i els arcs zigomàtics relativament esvelts. Es creu que tenien un estil de vida subterrani i que excavaven caus complexos.